# Canon EOS 500N
Canon EOS 500N (на американском рынке — EOS Rebel G, на японском — EOS New Kiss) — малоформатный однообъективный зеркальный фотоаппарат с автофокусом. Является дальнейшей модернизацией фотоаппарата Canon EOS 500. Выпускалась с 1996 года до марта 1999 года, когда ей на смену пришла модель Canon EOS 300.

## Описание
Canon EOS 500N — любительская камера, пришедшая на смену EOS 500. В камере использованы такие новые технические решения как автофокусировка по трём точкам и возможность использования вспышек E-TTL с синхронизацией в 1/90 секунды и E-TTL 380EX И 220EX с высокоскоростной синхронизацией до 1/2000 секунды. По сравнению с предшественником в камере использовалась программа эксповилки. Также был изменён дизайн корпуса, в некоторых модификациях использовались также металлические цвета корпуса. Камера создавалась на основе серии EOS 500 и все аксессуары этой модели подходят и к 500N.
Управление камерой, как и в предыдущих камерах этой серии, дисковое. Возможен выбор между программами спорт, портрет, зелёная зона, пейзаж, макросъёмка и ночной режим. На верхней панели камеры находится дисплей, на котором отображается выбранный режим съёмки, счётчик плёнки, а также точка фокусировки. В кадре для удобства использования и ручной фокусировки отображаются фокусировочные точки и кружок частичного замера.
Фокусировка камеры может производиться в трёх режимах: автофокус, ручная фокусировка и фокусировка по 3 точкам с ручным управлением. Диапазон выдержек варьируется от 1/2000 до 30 секунд. Также возможны следующие режимы работы: автоматическая экспозиция, приоритет диафрагмы, приоритет выдержки и ручной режим. В камере также предоставлена возможность к мультиэкспонированию и наложению до 9 экспозиций на 1 снимок. Возможна как покадровая протяжка плёнки, так и скоростная съёмка.

## Canon EOS 500N QD
Предлагалась версия EOS 500N QD с возможностью впечатывания даты. Единственное отличие в характеристиках — на 15 г бо́льшая масса.

## Галерея

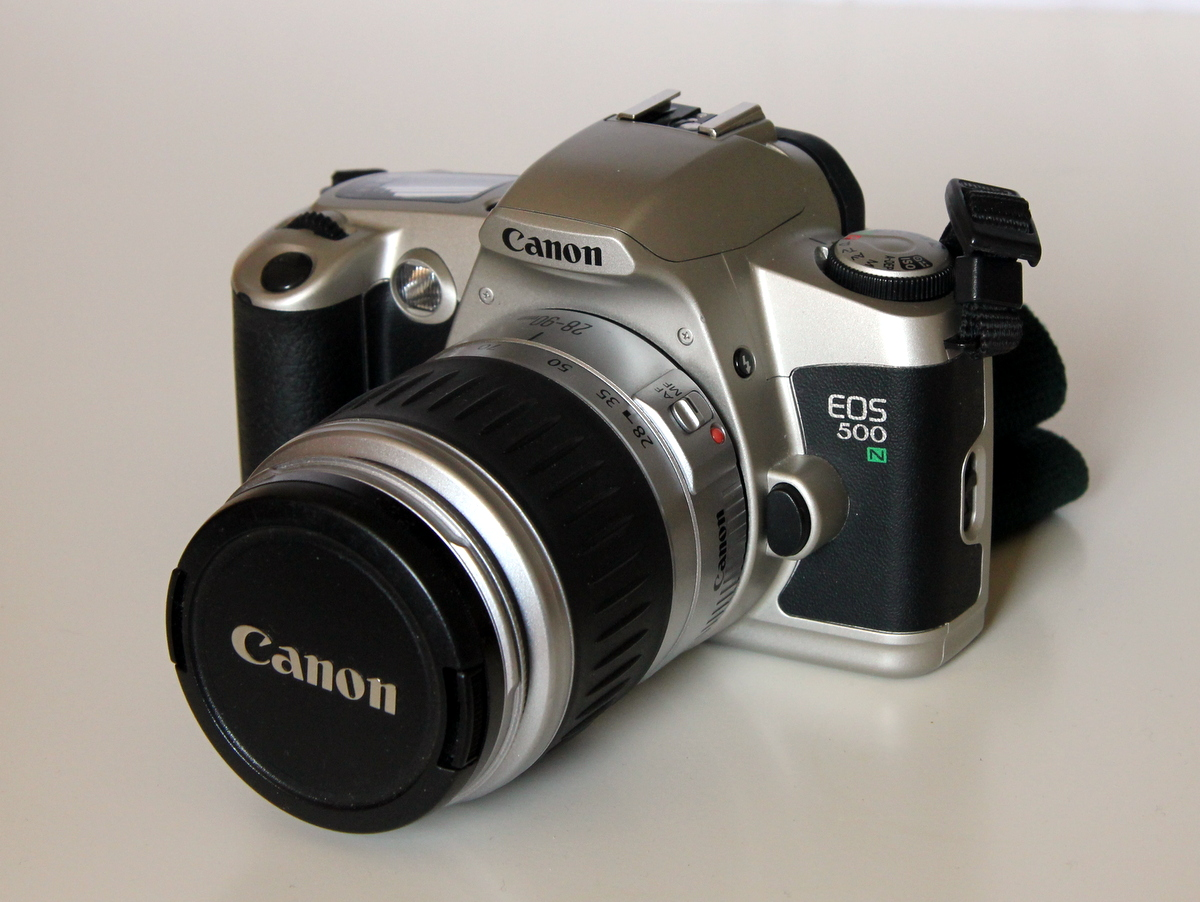
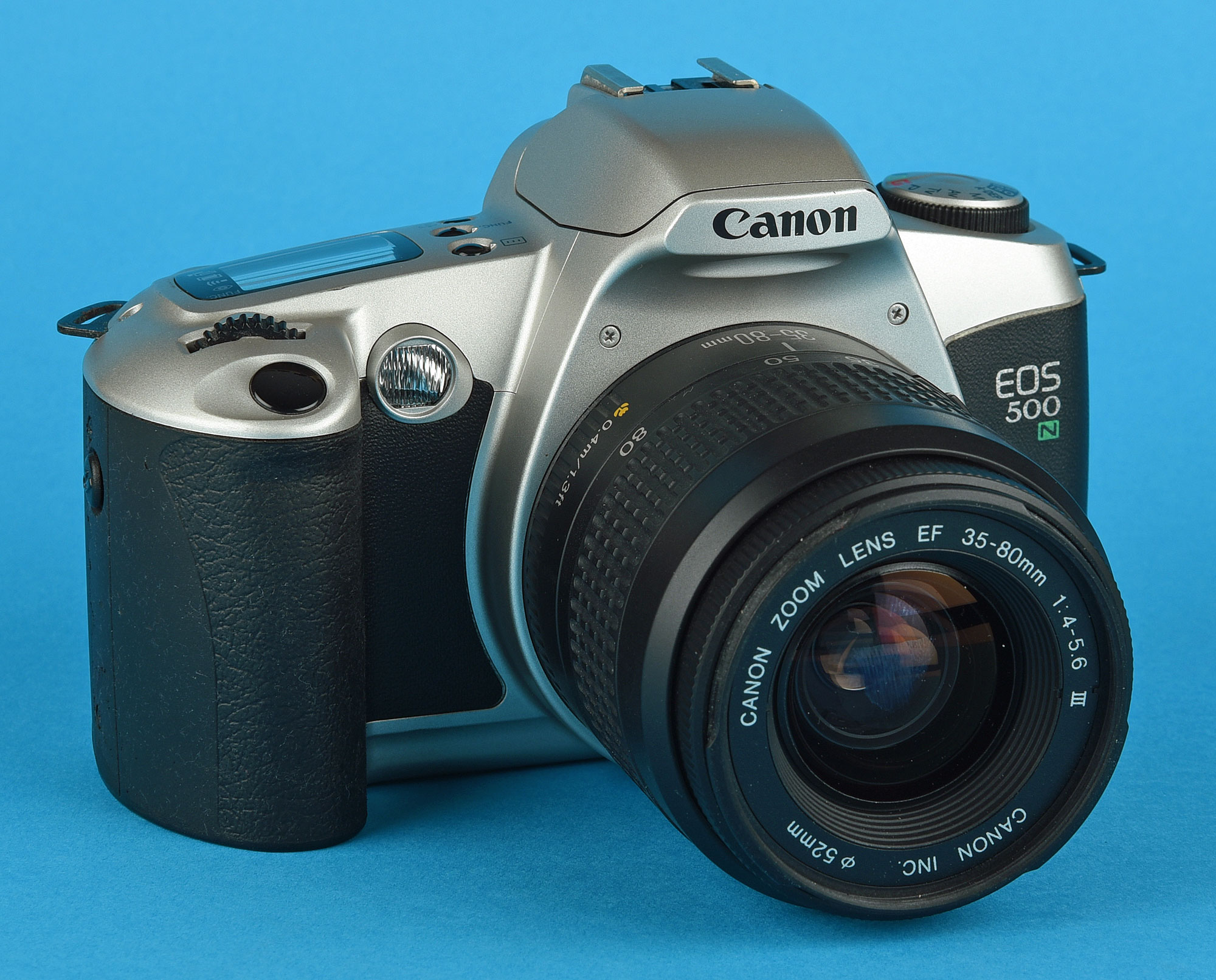
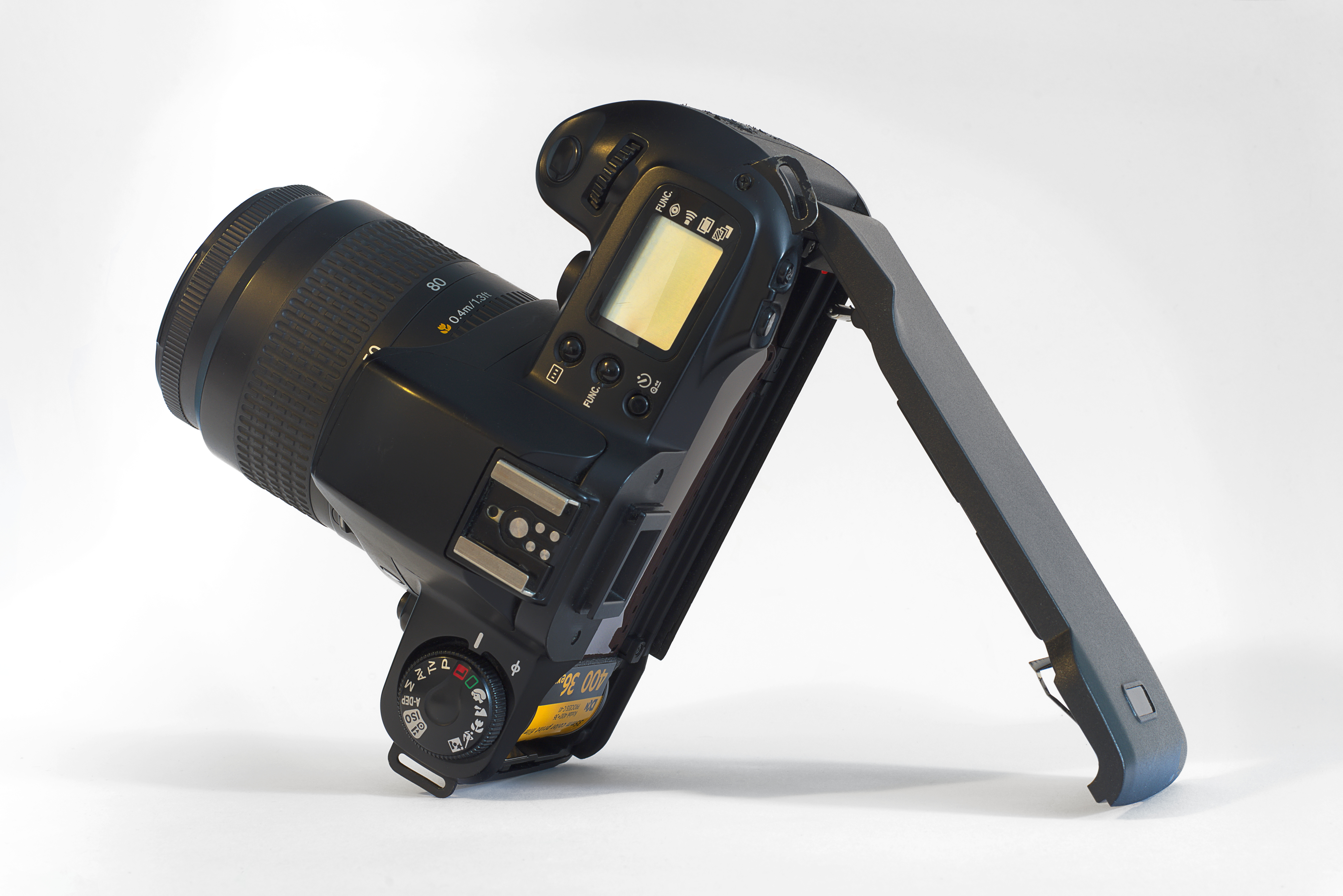
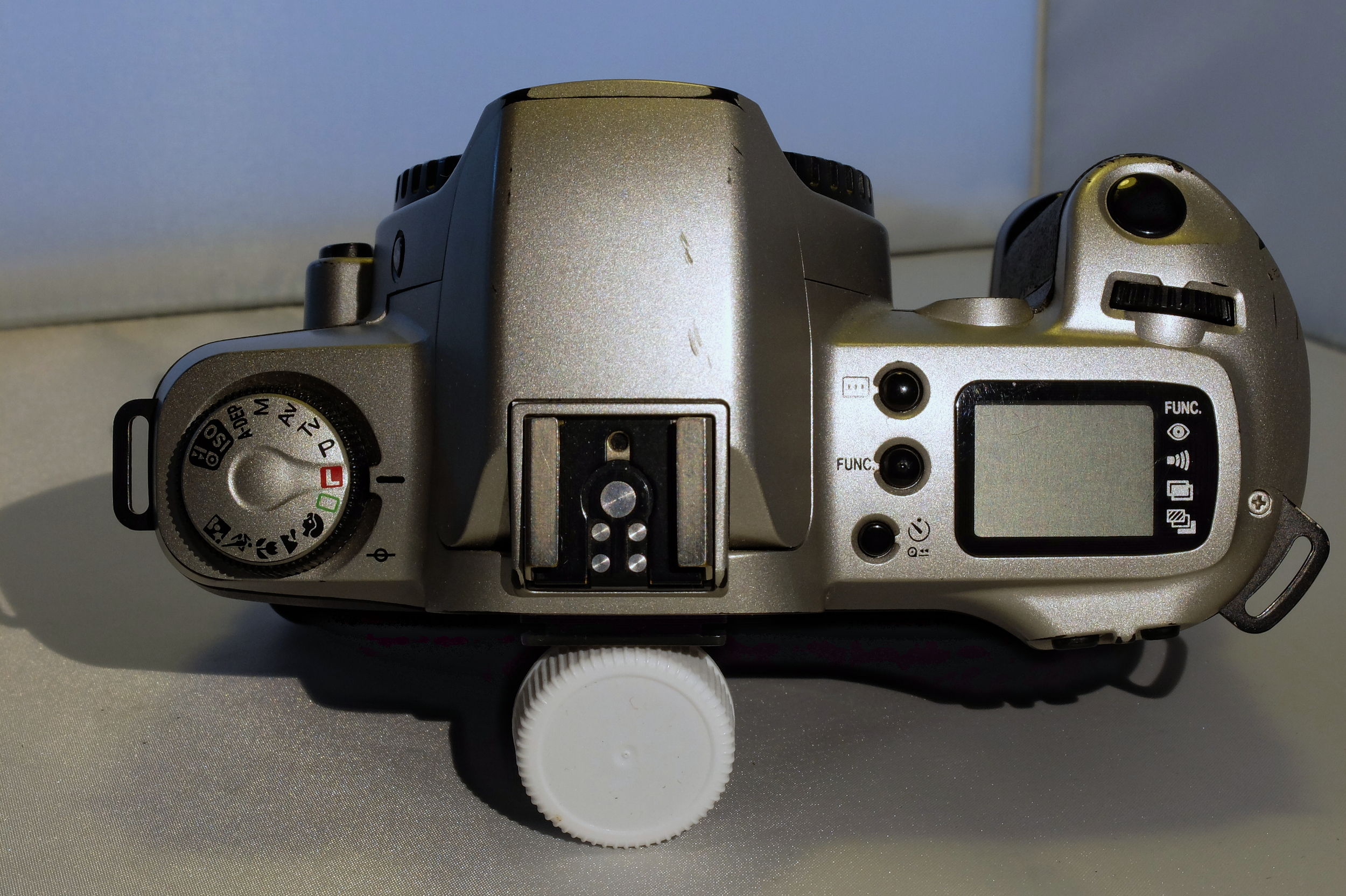
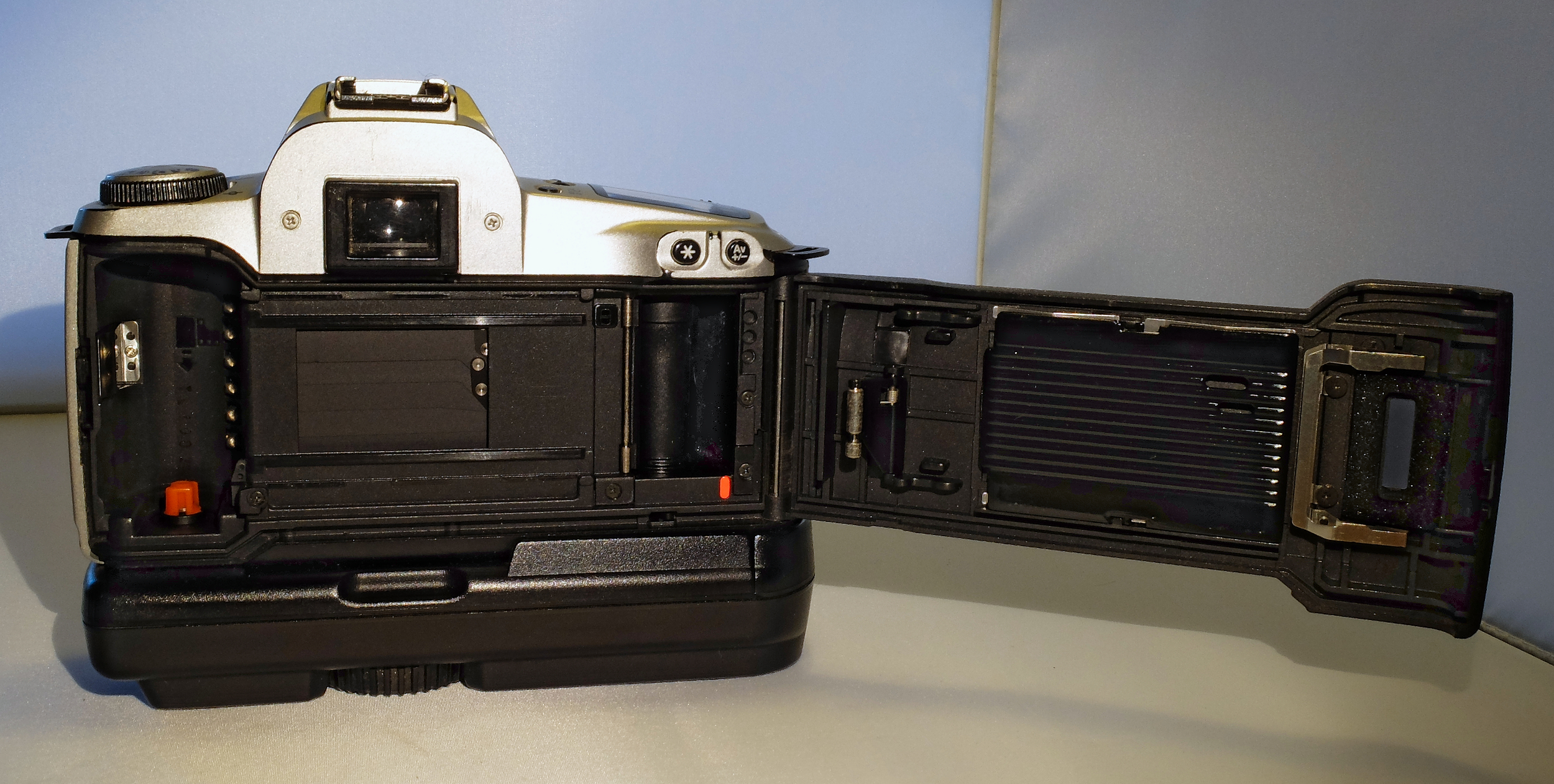